# 德爾戈波爾
德爾戈波爾是保加利亞的城鎮，位於該國東部，距離首府瓦爾納70公里，由瓦爾納州負責管轄，海拔高度19米，受大陸性氣候影響，2009年人口4,829，居民主要信奉東正教。

## 外部連結
- Dalgopol municipality website （页面存档备份，存于） （保加利亚文） （英文）

43°03′N 27°21′E / 43.050°N 27.350°E